# Língua munsee

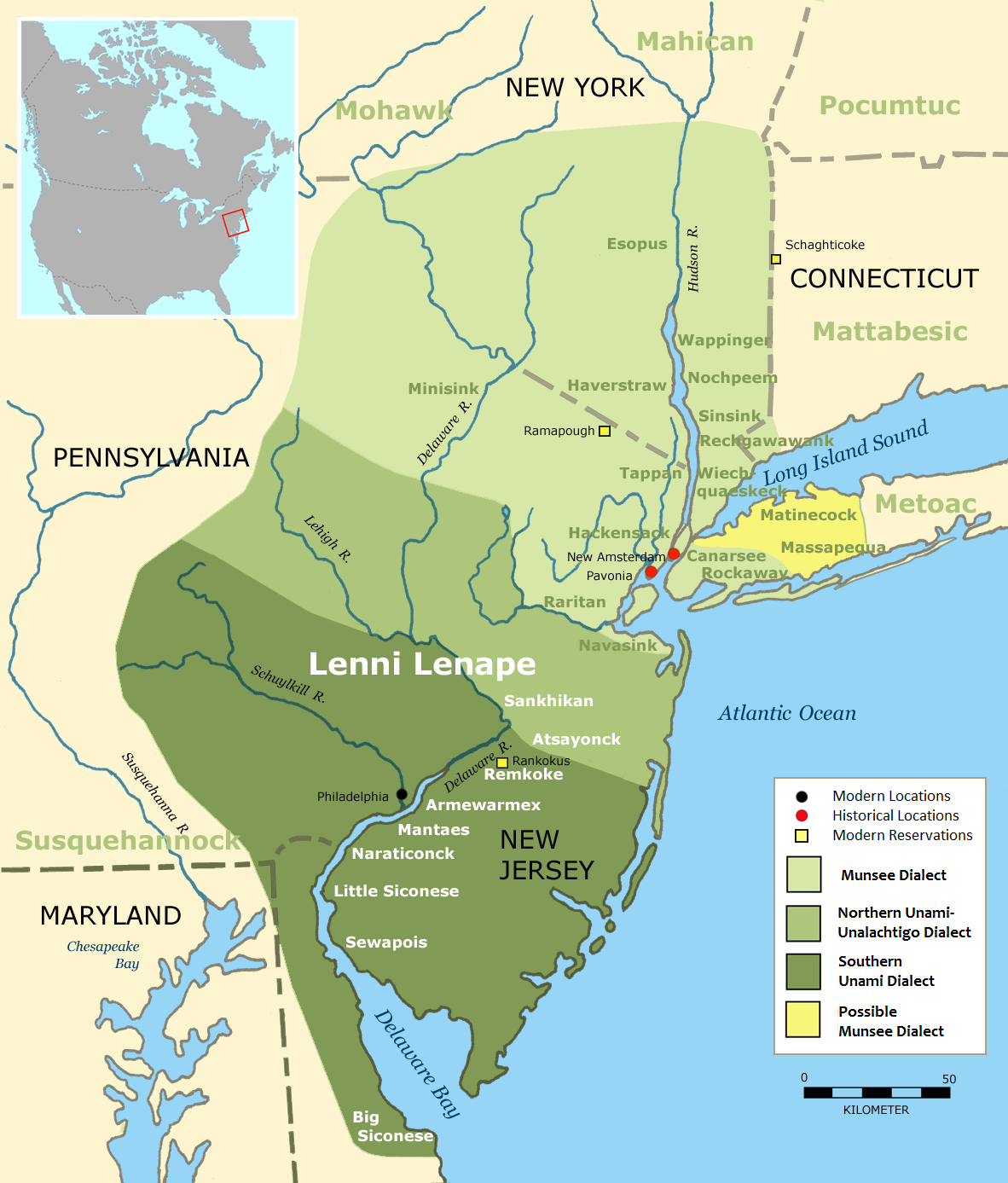
Limites entre línguas nativas Delaware, com o território Munsee sombreado na área mais ao norte, idem Unami no sul

Munsee (também chamada Munsee Delaware, Delaware, Ontario Delaware) é uma língua em vias de extinção do subgrupo Algonquino Oriental, sendo uma das duas línguas delaware (ou Lanope) . É muito próxima da já extinta Unami Delaware. O Munsee já foi falado por nativos de áreas vizinhas à atual Nova  Iorque, Estados Unidos, mais precisamente no oeste de Long Island, ilha Manhattan, Staten Island, Hudson Valley, terço setentrional de Nova Jérsie e nordeste da Pennsylvania.

## Fonologia

### Consoantes
|            | Bilabial | Dental | Postalveolar | Velar | Glotal |
| ---------- | -------- | ------ | ------------ | ----- | ------ |
| Stop       | p        | t      | č [tʃ]       | k     |        |
| Fricativa  |          | s      | š [ʃ]        | x     | h      |
| Nasal      | m        | n      |              |       |        |
| Lateral    |          | l      |              |       |        |
| Semivogais | (w)      |        | y [j]        | w     |        |

### Vogais
|         | Frontal        | Central        | Posterior      |
| ------- | -------------- | -------------- | -------------- |
| Fechada | i• [iː], i [ɪ] |                | o• [oː], o [ʊ] |
| Média   | e• [ɛː], e [ɛ] | ə              |                |
| Aberta  |                | a• [aː], a [ʌ] |                |

## Ortografia
| Linguística     | Prática          | Português      |  | Linguística | Prática   | Português             |  | Linguística | Prática      | Português        |  | Linguística | Prática    | Português                 |
| --------------- | ---------------- | -------------- |  | ----------- | --------- | --------------------- |  | ----------- | ------------ | ---------------- |  | ----------- | ---------- | ------------------------- |
| ampi•lamé•kwa•n | ambiilaméekwaan  | agulha         |  | nkwə́ta•š    | ngwútaash | seis                  |  | wčéht       | wchéht       | músculo          |  | ăpánšəy     | ăpánzhuy   | madeira                   |
| nə̆wánsi•n       | nŭwánsiin        | Eu esqueci     |  | xwánsal     | xwánzal   | irmão mais velho dele |  | ní•ša•š     | níishaash    | sete             |  | ntəší•nsi   | ndushíinzi | eu ne chamo assim e assim |
| máske•kw        | máskeekw         | pântano, lagoa |  | xá•š        | xáash     | oito                  |  | ăpwá•n      | ăpwáan       | ”pão             |  | óhpwe•w     | óhpweew    | ele fuma                  |
| wə́sksəw         | wúsksuw          | ele é jovem    |  | ătíhte•w    | ătíhteew  | está maduro           |  | kíhkay      | kíhkay       | chefe            |  | máxkw       | máxkw      | urso                      |
| kwi•škwtó•nhe•w | kwiishkwtóonheew | ele sussurra   |  | áhpăpo•n    | áhpăpoon  | cadeira               |  | xwáškwšəš   | xwáshkwshush | rato almiscarado |  | pé•nkwan    | péenɡwan   | está seco                 |